# 安纳托利亚诸贝伊国

十四世紀晚期安納托利亞的地圖

安納托利亞诸贝伊國（土耳其語：Anadolu beylikleri，英語：Anatolian beyliks），有時也被稱作土庫曼侯國，亦翻譯為安納托利亞酋長國、安納托利亞侯國或安納托利亞貝立克，是建立在安那托利亞一帶，由贝伊們建立與統治的一些小國家的总称。其中第一次安納托利亞侯國的興起始於十一世紀末期，由於拜占庭帝国在曼齐刻尔特战役戰敗後勢力大衰，許多突厥首領紛紛趁此機會遷入安納托利亞地區定居，第二次侯國的大規模的成立則在十三世紀下半葉，源自魯姆蘇丹國的衰落，更多的安納托利亞侯國脫離其控制獨立建國。
其中一個侯國，名為奧斯曼侯國（土耳其語：Osmanoğulları ，意為「奧斯曼之子」），奧斯曼人從其首都布尔萨一帶開始發展，並在十五世紀末完成征服其他侯國的腳步，最終演變為奧斯曼帝國。
貝伊國（beylik）一詞表示由貝伊（Bey）所管轄的領土，貝伊的頭銜相當於歐洲社會中所稱的爵爺（Lord）。beylik這個詞彙在十六世紀的奧斯曼帝國政府機構中，也意指管理突尼西亞和阿尔及利亚沿海省份的政府單位（這些偏遠省分擁有極大的自治權力）。

## 歷史背景

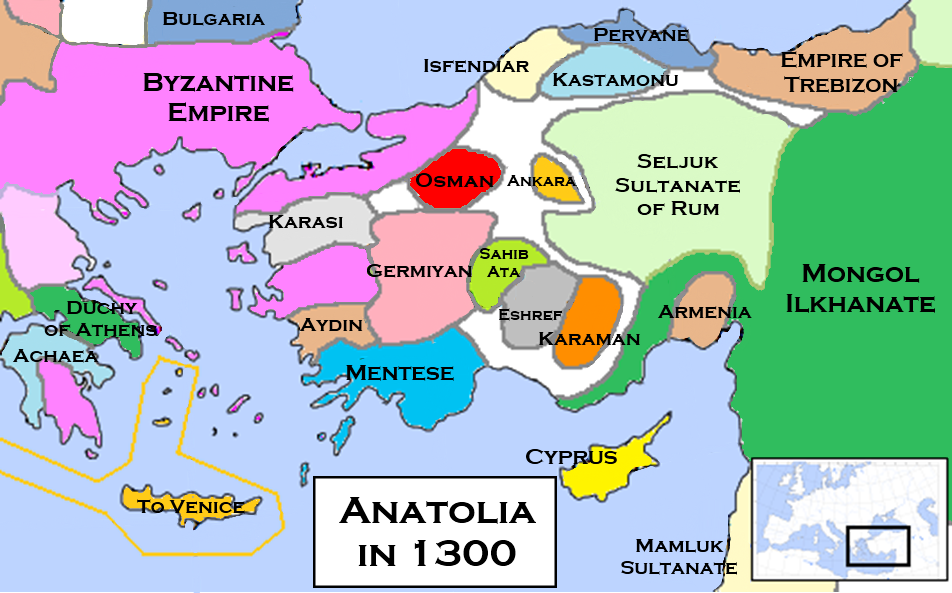
1300年位於安那托利亞周圍的諸政權勢力範圍

1071年塞爾柱王朝在曼齐刻尔特战役中戰勝拜占庭帝国後，便開啟了對安納托利亞地區征服的腳步，許多烏古斯突厥部族開始在現今的土耳其定居下來。塞爾柱的蘇丹們建立起以科尼亞為中心的魯姆蘇丹國政權，同時這些居住在安納托利亞一帶的烏古斯突厥部落首領們被稱為烏茨貝伊（uç beyi）或者是烏傑貝格（uj begi），「烏茨」在土耳其語中意指邊疆區，這些部落居住於塞爾柱與拜占庭交界的地帶，同時兼有防禦拜占庭人威脅的功能，烏茨貝伊的地位就相當於歐洲所稱的藩侯（負責保護國土邊境地區的世襲封建領主），這些突厥部落的貝伊們藉由宣誓效忠以及服從塞爾柱人的指揮，用以換取塞爾柱王朝提供的軍事與經濟上的幫助。
隨著蒙古人自東方入侵，塞爾柱的統治力量開始衰弱。當時伊兒汗國的大將拜住率領剽悍的蒙古軍隊入侵，並在克塞山戰役擊潰由塞爾柱人建立的魯姆蘇丹國後，許多統領邊境部落的貝伊們受此鼓舞，紛紛宣布脫離塞爾柱人的控制。除此之外，伴隨著塞爾柱人在科尼亞建立的政權崩解，許多貝伊與阿德貝格（前塞爾柱王朝的領袖們），以及來自波斯和突厥斯坦地區的穆斯林首領與戰士，為了逃離蒙古大軍的鐵蹄，開始往西入侵原屬拜占庭帝國的疆域，他們在新佔領的土地定居下來，並成立了許多新的小侯國。為了保障對新領土的安全，這些新建小侯國的埃米爾們開始僱用許多從波斯和突厥斯坦的加齊戰士，這些加齊戰士也同樣是為了逃離蒙古人而西遷至安納托利亞地區。加齊戰士們在軍隊將領與穆拉的帶領下頻頻對拜占庭帝國發動攻擊，由於他們傑出的軍事表現，甚至進一步擴大了這些新建立侯國們的勢力範圍，使伊斯蘭勢力在安納托利亞的力量更加壯大。
由於拜占庭帝國的國勢不斷地衰弱，拜占庭人在安納托利亞建立的城市越來越難抵禦這些穆斯林侯國們發動的攻擊行動，導致數量龐大的突厥人不斷湧入安納托利亞西部定居，因而使更多的侯國得以在這些新佔領的土地上成立，突厥人開始與拜占庭人、熱那亞人以及圣殿骑士团在安納托利亞一帶爭奪該地區的控制權。

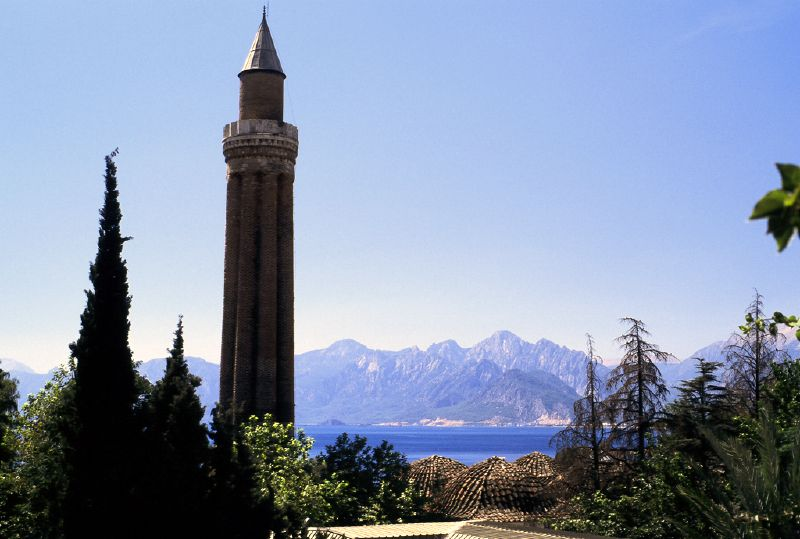
由泰凱侯國的貝伊所建造的以芙利尖塔清真寺，現為安塔利亚的象徵建築

直到1300年，突厥人抵達了爱琴海的沿岸。起初，最強大的侯國是建立在安納托利亞中部的卡拉曼侯國與格爾米揚侯國。日後的奧斯曼帝國當時僅是一個建立於安納托利亞西北部瑟于特周圍的小國家，此時的奧斯曼侯國國土狹小且地位無足輕重。沿著愛琴海的海岸線由北到南，分別是卡拉斯侯國、薩魯汗侯國、艾登侯國、孟忒瑟侯國以及泰凱侯國，而詹達爾侯國則控制著卡斯塔莫努與锡诺普周圍的黑海地區。
在奧斯曼侯國奠基者奧斯曼一世的帶領下，奧斯曼人在十四世紀初期的短短幾十年中，將奧斯曼的領地迅速擴張到馬摩拉海的西南岸，同時也併吞了原屬卡拉斯侯國的領土，並於1354年越過海峽進入魯米利亞，在極短的時間內奧斯曼人很快地由一介弱小的侯國，搖身一變成為當時的新興強權，奧斯曼也成為當時被公認為侯國中最強大的卡拉曼侯國的主要競爭對手。在十四世紀末期，奧斯曼帝國藉由以金錢購買城鎮與通過政治聯姻的方式進一步向安納托利亞拓展其勢力。與此同時，卡拉曼人在其他侯國以及馬穆魯克王朝、白羊王朝與拜占庭人的幫助下，多次反擊奧斯曼人對安納托利亞地區其他政權的兼併。此外本都人和马扎尔人在奧斯曼的持續的攻擊下，遭到擊潰並失去其獨立地位。到了十四世紀末，早期的奧斯曼帝國領袖已征服了大部分的卡拉曼侯國以及其他小侯國的土地。但在1402年的安卡拉之战中，當時的奧斯曼蘇丹巴耶济德一世被帖木儿帝国的可汗跛子帖木兒擊敗，趁著奧斯曼帝國戰敗後陷入內亂的虛弱時機，先前遭奧斯曼占領的侯國們紛紛恢復其原有的領土，並獲得一段短暫脫離奧斯曼人的喘息機會。
但奧斯曼帝國在經歷了混亂的大空位期後，在內戰中勝出的穆罕默德一世與他的兒子穆拉德二世很快地恢復了奧斯曼帝國原有的國力，並花費將近二十五年的時間，重新將大多數的安納托利亞侯國納入奧斯曼帝國的領土，至於最難纏的卡拉曼侯國最終仍在1487年被穆罕默德二世所征服。至塞利姆一世當政時，他於1515年消滅了僅存的杜勒卡迪爾侯國，其子蘇萊曼一世更於1534年的軍事行動中，完全佔領了當今土耳其在亚洲地區的領土（甚至更多）。許多前安納托利亞侯國的疆域日後則成為奧斯曼帝國行政區劃的基礎。

## 曼齊刻爾特戰役後成立的侯國

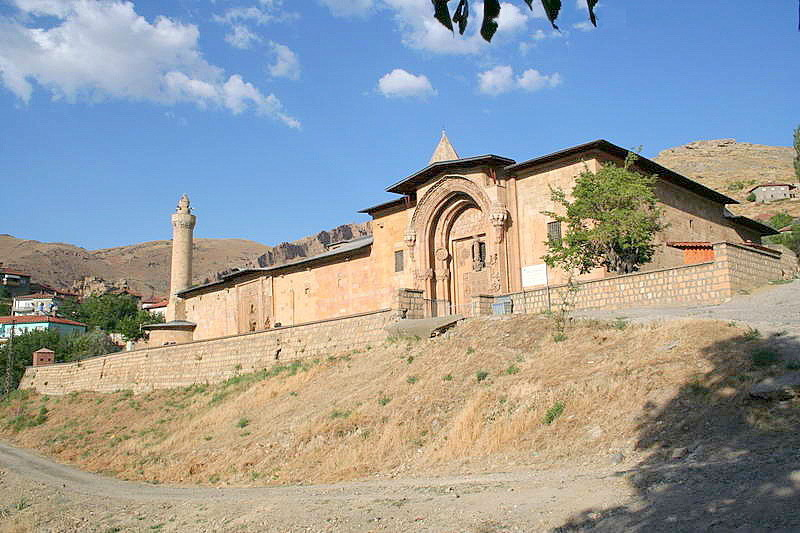
建於1299年的迪夫里伊大清真寺，由門居切克侯國所建立，現今已被聯合國教科文組織列為世界遗产

1071年曼齐刻尔特战役後，許多安納托利亞的小侯國紛紛成立，這些侯國多數建立於東安納托利亞一帶，大部分皆屬於立國在科尼亞地區魯姆蘇丹國的附庸。
| 國名                         | 首都                         | 年代          |
| ---------------------------- | ---------------------------- | ------------- |
| 札卡斯                       | 伊兹密尔                     | 1081年-1098年 |
| 亞美尼亞沙赫                 | 阿赫拉特                     | 1110年-1207年 |
| 阿爾圖格王朝（分成三支政權） | 哈桑凱伊夫、馬爾丁與哈爾普特 | 1102年-1409年 |
| 達尼什曼德王朝               | 錫瓦斯                       | 1071年-1178年 |
| 迪馬基                       | 比特利斯                     | 1085年-1398年 |
| 伊納利德                     | 迪亚巴克尔                   | 1095年-1183年 |
| 門居切克                     | 埃尔津詹，後遷至迪夫里伊     | 1072年-1277年 |
| 薩爾圖吉                     | 埃尔祖鲁姆                   | 1072年-1202年 |
| 喬布柯                       | 哈爾普特                     | 1085年-1112年 |

## 克塞山戰役後成立的侯國
1243年蒙古人在克塞山戰役中擊敗魯姆蘇丹國，戰敗後魯姆蘇丹國的勢力大幅衰弱，開始無法有效控制其原有的疆域，間接導致第二波安納托利亞侯國大規模的成立。
| 國名                                              | 首都                                                     | 年代             |
| ------------------------------------------------- | -------------------------------------------------------- | ---------------- |
| 阿夫沙爾侯國                                      | 埃尔祖鲁姆                                               | 1480年-1534年    |
| 阿赫兄弟會                                        | 安卡拉                                                   | 約 1290年-1362年 |
| 阿萊耶侯國（卡拉曼侯國的附庸）                    | 阿拉尼亚                                                 | 1293年-1471年    |
| 艾登侯國                                          | 比爾吉，後遷至塞尔丘克                                   | 1300年-1425年    |
| 卡尼克侯國                                        | 薩姆松至阿馬西亞一帶                                     | ?-1460年         |
| 詹達爾侯國                                        | 埃夫拉尼，後陸續遷至卡斯塔莫努與锡诺普                   | 1291年-1461年    |
| 丘拜尼侯國                                        | 卡斯塔莫努                                               | 1211年-1309年    |
| 杜勒卡迪爾侯國                                    | 埃爾比斯坦，後遷至卡赫拉曼馬拉什                         | 1348年-1522年    |
| 艾里特納侯國                                      | 錫瓦斯，後遷至開塞利                                     | 1335年-1390年    |
| 埃爾津詹侯國                                      | 埃尔津詹                                                 | 1379年-1410年    |
| 埃斯雷夫侯國                                      | 貝伊謝希爾                                               | 1285年-1326年    |
| 格爾米揚侯國                                      | 屈塔希亞                                                 | 1300年-1429年    |
| 哈米德侯國                                        | 埃爾迪爾                                                 | 1300年-1391年    |
| 卡迪·布爾汗丁（取代艾里特納侯國）                 | 錫瓦斯                                                   | 1381年-1398年    |
| 卡拉曼侯國                                        | 卡拉曼                                                   | 1250年-1487年    |
| 卡拉斯侯國                                        | 巴勒克埃西爾，後陸續遷至貝爾加馬與恰納卡萊               | 1296年-1357年    |
| 拉迪克侯國（格爾米揚侯國與沙希布·阿塔侯國的附庸） | 代尼茲利                                                 | 1262年-1391年    |
| 孟忒瑟侯國                                        | 米拉斯                                                   | 1261年-1424年    |
| 鄂圖曼侯國（日後的鄂圖曼帝國）                    | 瑟于特，後陸續遷至布尔萨、季季莫蒂霍、埃迪爾內與伊斯坦堡 | 1299年-1922年    |
| 佩瓦內侯國                                        | 锡诺普                                                   | 1277年-1322年    |
| 拉瑪贊侯國                                        | 阿达纳                                                   | 1352年-1608年    |
| 沙希布·阿塔侯國                                   | 阿菲永卡拉希萨尔                                         | 1275年-1341年    |
| 薩魯汗侯國                                        | 馬尼薩                                                   | 1300年-1410年    |
| 泰凱侯國（由哈米特侯國分裂成立）                  | 安塔利亚，後遷至科爾庫泰利                               | 1321年-1423年    |
| 多布羅加的塞爾柱人                                | 巴巴達格                                                 | 1281年-1299年    |

## 非突厥穆斯林建立的政權

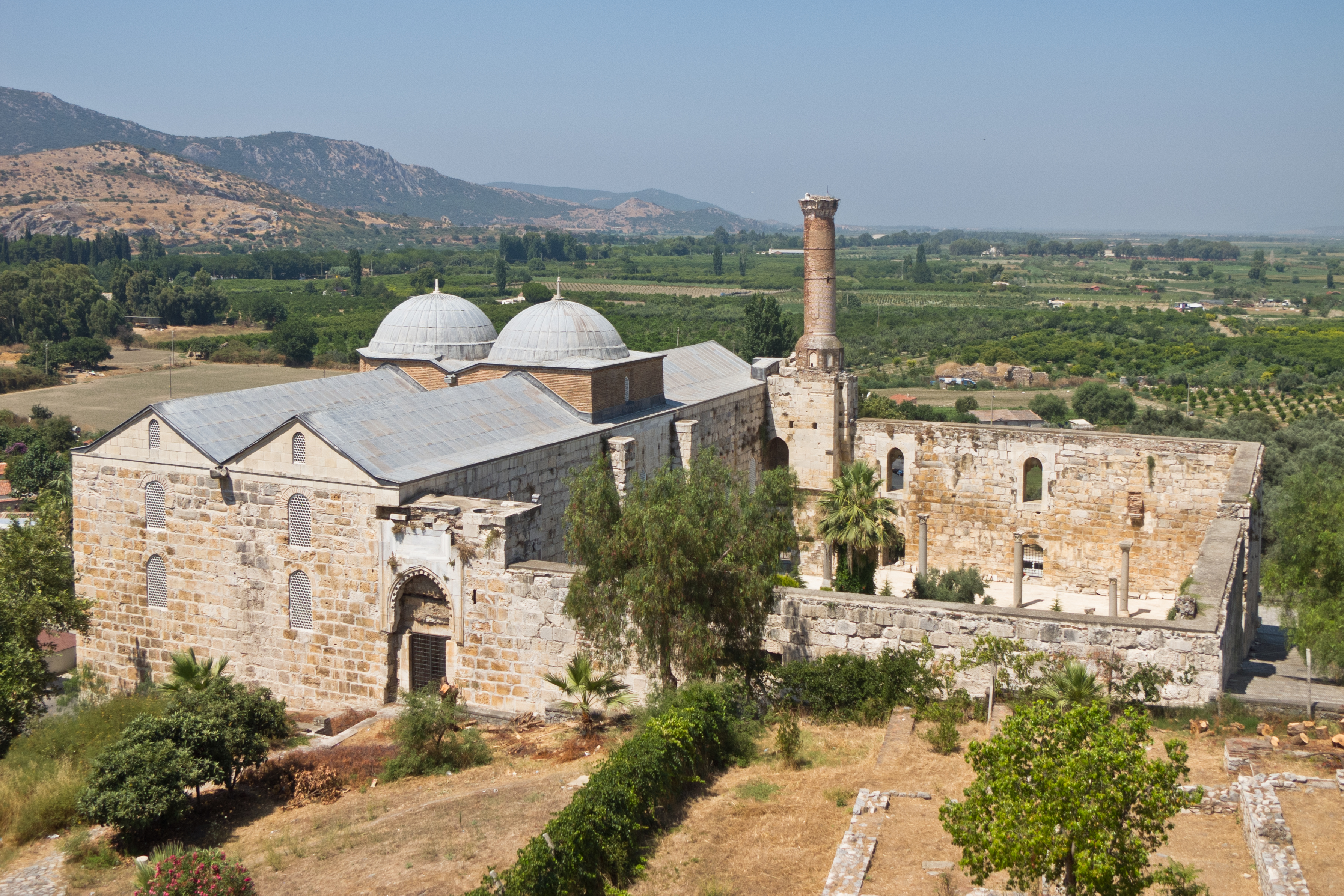
位於塞尔丘克的伊薩貝伊清真寺，由艾登侯國於1375年建立

安那托利亞地區仍存有三個由基督徒建立的政權，直到它們陸續被穆斯林國家征服：
- 奇里乞亚亚美尼亚王国，該王國在1375年被馬穆魯克王朝消滅；
- 特拉比松帝国是從拜占庭帝國分裂而成的國家，首都設於黑海東南方沿岸的特拉布宗，1461年特拉比松帝國被鄂圖曼帝國併吞；
- 非拉鐵非（現稱阿拉谢希尔）由拜占庭人建立，直到1335年被艾登侯國的烏穆爾加齊佔領，非拉鐵非在艾登侯國的治理下享有極大的自治權，但最終仍在1390年被鄂圖曼帝國徹底征服；

## 語言與影響
隨著塞爾柱王朝與突厥部落的勢力進入安納托利亞地區，伊斯兰教信仰與伊斯兰文化也開始在安納托利亞紮根，和塞爾柱帝國以波斯语作為官方語言不同，土耳其語在安納托利亞的侯國間被廣泛使用於日常語言與文學作品，土耳其語更在鄂圖曼帝國統治時代演進為更加精緻複雜的語言。

## 外部連接
- . （原始内容存档于2005-08-01） （土耳其语）.